# Roy McCurdy
Roy McCurdy (* 28. November 1936 in Rochester, New York) ist ein amerikanischer Jazz-Schlagzeuger.
McCurdy besuchte die Eastman School of Music, wobei er schon als Siebzehnjähriger mit Roy Eldridge giggte und mit Eddie „Cleanhead“ Vinson zusammenarbeitete.
Von 1960 bis 1961 spielte McCurdy mit Chuck und Gap Mangione in deren Band Jazz Brothers, dann war er Mitglied im Art Farmer-Benny Golson Jazztett. danach arbeitete er 1963 und 1964 mit Bobby Timmons, Betty Carter und Sonny Rollins. Im Jahre 1965 kam er zum Cannonball Adderley Quintett, in dem er bis zu Adderleys Tod 1975 als Schlagzeuger wirkte. Er ist seitdem im Raum Los Angeles tätig.
Als Einflüsse auf sein Spiel nennt McCurdy Louie Bellson, Shelly Manne, Sam Woodyard, Buddy Rich, Papa Jo Jones, Philly Joe Jones und die Bands von Duke Ellington, Jimmie Lunceford und Lionel Hampton. Er spielte unter anderem mit Count Basie, Wes Montgomery, Ella Fitzgerald, Sarah Vaughan, Carmen McRae, Joe Williams, Herbie Hancock, Oscar Peterson, Bud Powell, Art Pepper, Jon Mayer und mit Blood, Sweat & Tears.
McCurdy ist außerordentlicher Professor für Jazzstudien an der University of Southern California.

## Diskografie
- 1966 - Mercy, Mercy, Mercy - Live at the Club (Blue Note) mit Cannonball Adderley Quintet
- 1966/67 - Swingin’ in Seattle (In-Akustik) mit Cannonball Adderley Quintet
- 1969 – Country Preacher (Capitol Records) mit Cannonball Adderley, Nat Adderley, Joe Zawinul und Walter Booker
- 2024 – Poppin’ in Paris: Live at l’Olympia 1972